# Свидетель на свадьбе
«Свидетель на свадьбе» (англ. The Best Man) — британский фильм 2005 года, романтическая комедия. В главных ролях — Стюарт Таунсенд и Эми Смарт.

## Сюжет
Молодой человек Олли приглашён своим давним другом из колледжа Джеймсом на свадьбу в качестве свидетеля. Олли с первого взгляда влюбляется в невесту и начинает думать, что Джеймс — не лучшая пара для Сары.

## В ролях
- Стюарт Таунсенд — Олли Пикеринг, свидетель
- Эми Смарт — Сара Баркер, невеста
- Сет Грин — Мюррей, лучший друг Олли
- Стив Джон Шеперд — Джеймс Коллинз, жених
- Кейт Ашфилд — Бекка, подружка невесты
- Джоди Мэй — Таня, подруга Олли и Мюррея
- Дэвид Ойелоуо — Грэм, друг Олли и Мюррея
- Анна Чанселлор — Дана, начальница Олли
- Питер Капальди — священник
- Берн Горман — водитель автобуса

## Музыка
- «Vanishing Point» — Джеймс Эдвард Баркер и Тим Деспич
- «Think I Am You» — Джеймс Эдвард Баркер и Тим Деспич
- «Stop Signs» — Джеймс Эдвард Баркер и Тим Деспич
- «Best Dream» — Джеймс Эдвард Баркер и Тим Деспич
- «Left Alone Among the Living» — Spearmint
- «Beautiful Thing» — Spearmint
- «You Were Always Happy» — Spearmint
- «Perfect Love Song» — The Divine Comedy
- «Breathe Me» — Sia
- «Hurry Up Let’s Go» — Shout Out Alouds
- «Boys Will Be Boys» — The Ordinary Boys
- «Jerk It Out» — Caesars
- «Light and Day/Reach for the Sun» — The Polyphonic Spree
- «Lager n Lime» — The Blueskins
- «Somewhere Across Forever» — Stellastarr
- «Into the Fire» — Thirteen Senses
- «Pain on Pain» — Feeder
- «Less Talk More Action» — Time Delux
- «If You Find Yourself Caught in Love» — Belle & Sebastian
- «George» — Veneration Music
- «Best Loop» — Veneration Music
- «Best Up 12» — Veneration Music
- «Think I Am You (x2 Remix)» — Veneration Music